# 29e cérémonie des prix Génie
La 29e cérémonie des Prix Génie s'est déroulé le 4 avril 2009 pour récompenser les films sortis en 2008. Les nominations ont été annoncées le 10 février 2009. La soirée est animée par Dave Foley.

## Palmarès

### Meilleur film
- Passchendaele, Niv Fichman, Francis Damberger, Paul Gross, Frank Siracusa
  - Amal, David Miller, Steven Bray
  - Ce qu'il faut pour vivre (The Necessities of Life), Bernadette Payeur, René Chénier
  - Normal, Andrew Boutilier, Carl Bessai
  - Tout est parfait (Everything Is Fine), Nicole Robert

### Meilleur acteur
- Natar Ungalaaq, Ce qu'il faut pour vivre
  - Paul Gross, Passchendaele
  - Rupinder Nagra, Amal
  - Christopher Plummer, Emotional Arithmetic
  - Aaron Poole, This Beautiful City

### Meilleur acteur dans un second rôle
- Callum Keith Rennie, Normal
  - Normand D'Amour, Tout est parfait
  - Benoît McGinnis, Le Banquet
  - Rade Šerbedžija, Fugitive Pieces
  - Max von Sydow, Emotional Arithmetic

### Meilleure actrice
- Ellen Burstyn, The Stone Angel
  - Isabelle Blais, Borderline
  - Marianne Fortier, Maman est chez le coiffeur
  - Susan Sarandon, Emotional Arithmetic
  - Preity Zinta, Heaven on Earth

### Meilleure actrice dans un second rôle
- Kristin Booth, Young people fucking
  - Céline Bonnier, Maman est chez le coiffeur
  - Éveline Gélinas, Ce qu'il faut pour vivre
  - Anie Pascale, Tout est parfait
  - Rosamund Pike, Fugitive Pieces

### Meilleur réalisateur
- Benoît Pilon, Ce qu'il faut pour vivre
  - Carl Bessai, Normal
  - Lyne Charlebois, Borderline
  - Yves Christian Fournier, Tout est parfait
  - Richie Mehta, Amal

### Meilleure direction artistique
- Carol Spier et Janice Blackie-Goodine, Passchendaele
  - Patrice Bengle, Maman est chez le coiffeur
  - Matthew Davies et Erica Milo, Fugitive Pieces
  - Rob Gray, The Stone Angel
  - Danielle Labrie, Le Piège américain

### Meilleure photographie
- Gregory Middleton, Fugitive Pieces
  - Nicolas Bolduc, Le Banquet
  - Bobby Bukowski, The Stone Angel
  - Pierre Gill, Le Piège américain
  - Sara Mishara, Tout est parfait

### Meilleurs costumes
- Wendy Partridge, Passchendaele
  - Francesca Chamberland, Ce qu'il faut pour vivre
  - Marie-Geneviève Cyr, Who Is KK Downey?
  - Michèle Hamel, Maman est chez le coiffeur
  - Michèle Hamel, Le Piège américain

### Meilleur montage
- Richard Comeau, Ce qu'il faut pour vivre
  - Frédérique Broos, C'est pas moi, je le jure!
  - Dominique Fortin, Maman est chez le coiffeur
  - Dominique Fortin et Carina Baccanale, Le Banquet
  - Yvann Thibaudeau, Borderline

### Meilleure adaptation
- Marie-Sissi Labrèche et Lyne Charlebois, Borderline
  - Richie Mehta et Shaun Mehta, Amal
  - Jeremy Podeswa, Fugitive Pieces

### Meilleur scénario original
- Bernard Émond, Ce qu'il faut pour vivre
  - Randall Cole, Real Time
  - Travis McDonald, Normal
  - Deepa Mehta, Heaven on Earth
  - Guillaume Vigneault, Tout est parfait

### Meilleur son
- Passchendaele: Lou Solakofski, Garrell Clark, Steve Foster
  - Amal: Sanjay Mehta, Stephan Carrier, Kirk Lynds
  - Le Banquet: Mario Auclair, Luc Boudrias, François Senneville
  - Le Piège américain: Claude La Haye, Daniel Bisson, Luc Boudrias, Patrick Lalonde
  - This Beautiful City: David Ottier, Daniel Prado Villar

### Meilleure musique
- John McCarthy, The Stone Angel
  - Normand Corbeil, Emotional Arithmetic
  - Laurent Eyquem, Maman est chez le coiffeur
  - Nikos Kypourgos, Fugitive Pieces
  - Robert Marcel Lepage, Ce qu'il faut pour vivre

### Meilleure chanson
- Dr. Shiva, "Rahi Nagufta" (Amal)
- Loco Locass, "M'Accrocher?" (Tout est parfait)
- Bry Webb, "Big Smoke" (This Beautiful City)

### Meilleur documentaire
- Up the Yangtze, Yung Chang, Mila Aung-Thwin, John Christou et Germaine Ying-Gee Wong
  - Infiniment Québec, Jean-Claude Labrecque, Yves Fortin et Christian Medawar
  - My Winnipeg, Guy Maddin, Phyllis Laing et Jody Shapiro

### Meilleur court-métrage dramatique
- Next Floor, Denis Villeneuve et Phoebe Greenberg
  - The Answer Key, Samir Rehem et Robin Crumley
  - La Battue, Guy Édoin, Pascal Bascaron et Sylvain Corbeil
  - Can You Wave Bye-Bye?, Sarah Galea-Davis et Paul Barbeau
  - Mon nom est Victor Gazon, Patrick Gazé, Antonello Cozzolino, Marie-Josée Laroque et Annie Normandin

### Meilleur court métrage d'animation
- Isabelle au bois dormant, Claude Cloutier et Marcel Jean
  - Drux Flux (en), Theodore Ushev et Marc Bertrand
  - The Facts in the Case of Mister Hollow, Rodrigo Gudiño, Vincent Marcone et Marco Pecota